# Walsum
Walsum è un distretto urbano (Stadtbezirk) di Duisburg.
Ha una superficie di 21,10 km² e una popolazione (2008) di 51.406 abitanti.

## Geografia antropica

### Suddivisioni amministrative
Il distretto urbano di Walsum è diviso in 6 quartieri (Stadtteil):
- 101 Vierlinden
- 102 Overbruch
- 103 Alt-Walsum
- 104 Aldenrade
- 105 Wehofen
- 106 Fahrn